# OKG
OKG Aktiebolag, tidigare Oskarshamnsverkets Kraftgrupp (OKG) Aktiebolag, är ett av svenskt privat bolag som äger och driver kärnkraftsanläggningen Oskarshamnsverket i Figeholm, utanför Oskarshamn. Bolaget grundades 14 juli 1965.
Uniper-koncernen äger 54,5% av bolaget medan Fortum Sweden AB äger de resterande 45,5%.
På OKG finns det tre reaktorer:
- Oskarshamnsverket 1 (O1) -  473 MW, driftstart 1972, stängd 2017 (45 år)[4])
- Oskarshamnsverket 2 (O2) - 638 MW, driftstart 1975, stängd 2015 (40 år)[5])
- Oskarshamnsverket 3 (O3) - 1450 MW, driftstart 1985[6]

Huvudägaren E.ON fattade beslut år 2015 om förtida nedstängning av O1 och O2 med hänvisning till att reaktorerna inte var lönsamma på grund av låga elpriser, krav på omfattande investeringar samt höjd effektskatt.